# Kanonski LR analizator
Kanonski LR analizator ili LR(1) je LR-analizator čije se tabice analize konstruišu slično kao kod LR(0) analizatora osim što ajtemi u ajtem-skupovima takođe sadrže i Sledeći tj. terminal koji analizator očekuje posle desne strane pravila. Skup Sledeći(A) za dati neterminal A sadrži sve završne simbole koji se mogu pojaviti neposredno iza simbola A, bez obzira na kontekst. Na primer, za pravilo
A → B C ajtem bi mogao biti 
što znači da je analizator pročitao nisku kojoj odgovara neterminal B, da očekuje nisku kojoj odgovara neterminal C iza koga sledi terminal 'a'. LR(1) analizator može da obradi veoma veliku klasu gramatika, međutim problem je što su često tablice analize jako velike. To se najčešće rešava spajanjem ajtem-skupova ukoliko su identični do na Sledeći. To su onda LALR-analizatori.

## Konstruisanje LR(1) analizatora
LR(1)-ajtem se sastoji od
LR(0)-ajtema 
i
preduvidnog simbola x
a obično se predstavljaju u obliku 
Intuitivno, takav ajtem nam govori koliko smo do sada pročitali (α), šta možemo da očekujemo (β), i preduvid koji se slaže sa onim što bi sledilo ukoliko bismo izvršili svođenje po pravilu A→α•β. Time što smo dodali preduvidnu informaciju pri formiranju ajtema, omogućava nam da donesemo pametniju odluku o svođenju. Preduvid LR(1)-ajtema je direktno koristi jedino kad razmišljamo o akciji svođenja (na primer, kad je metasimbol • sa desnom kraju).
Jezgro LR(1)-ajtema (A→α•β ,x) je LR(0)-ajtem (A→α•β). Različiti LR(1)-ajtemi mogu imati isto jezgro, a razlikovati se zbog preduvidnog simbola. Koristimo prednost tog preduvidnog simbola da odlučimo koje svođenje da koristimo. (Jer bi ista situacija kod SLR analizatora možda dovela do svođenje/svođenje konflikta.)

## Početni ajtem
Uvodimo početni ajtem
.
Oznaka┤ označava kraj ulaza.

## Pravilo zatvorenja
Ako stanje sadrži ajtem:
onda su u tom stanju i ajtemi oblika :
 Prvi
za svako B-pravilo gramatike.

## Pravilo prelaza
Pravilo prelaza je ostalo isto. Ako neko stanje sadrži ajtem:
tada postoji prelaz po simbolu B iz stanja koje sadrži taj ajtem u stanje koje sadrži ajtem: 
-{[A → α B · β, a]
}-

## Akcija prebacivanja
Akcije prebacivanja se takođe nisu menjale. Ukoliko  je ajtem  u stanju Ik i Ik prelazi u stanje Ij po simbolu 'b', onda dodajemo akciju :
=(prebacivanje, j)

## Akcija Svođenja
Ukoliko je  u stanju Ik, onda dodajemo akciju (svođenje, A→α). Primetimo da se više ne koristi informacija iz skupa Sledeci(A).

## Primer
Za gramatiku izraza:
-{
E→E + T 
|T
T→T * F
|F
F→( E )
|a}-
početni ajtem je:
a graf za skup Prvi:
-{
S → E → T → F → (,b}-
tj. Prvi( E ) = Prvi(  ) = Prvi(  ) = { (, b }
Početni ajtem se nalazi u stanju 0. Primenjujući na njega pravilo zavorenja dobijamo:
Stanje 0:
Međutim, pravilo zatvorenja se sad primenjuje na dodate ajteme. Time dobijamo da je 
Stanje 0:
Ovo i dalje nije potpuno stanje 0, jer se postupak nastavlja sve dok nijedan novi LR(1)-ajtem
ne može da se doda stanju 0. 
Drugim rečima,prva tri stanja izgledaju:
```
Stanje 0:
```

```
Stanje 1:
```

```
Stanje 2:
```

I slično za ostala stanja.